# Schinznach-Bad

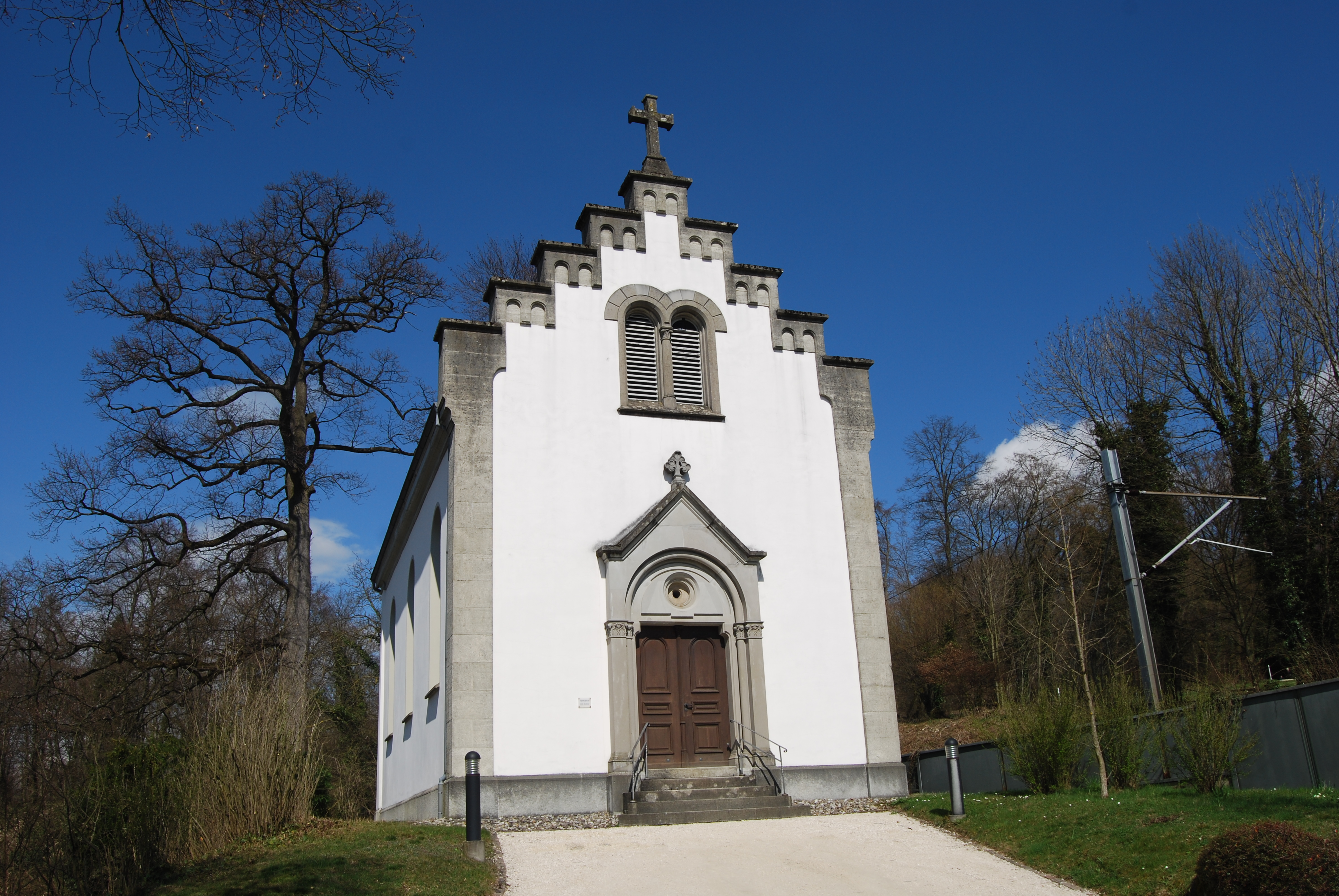
Schinznach-Bad

Schinznach-Bad is een plaats en voormalige gemeente in het Zwitserse kanton Aargau, maakt deel uit van het district Brugg en sinds 1 januari 2020 van de gemeente Brugg. Schinznach-Bad telt 1.208 inwoners.